# Wolfgang Böhmer

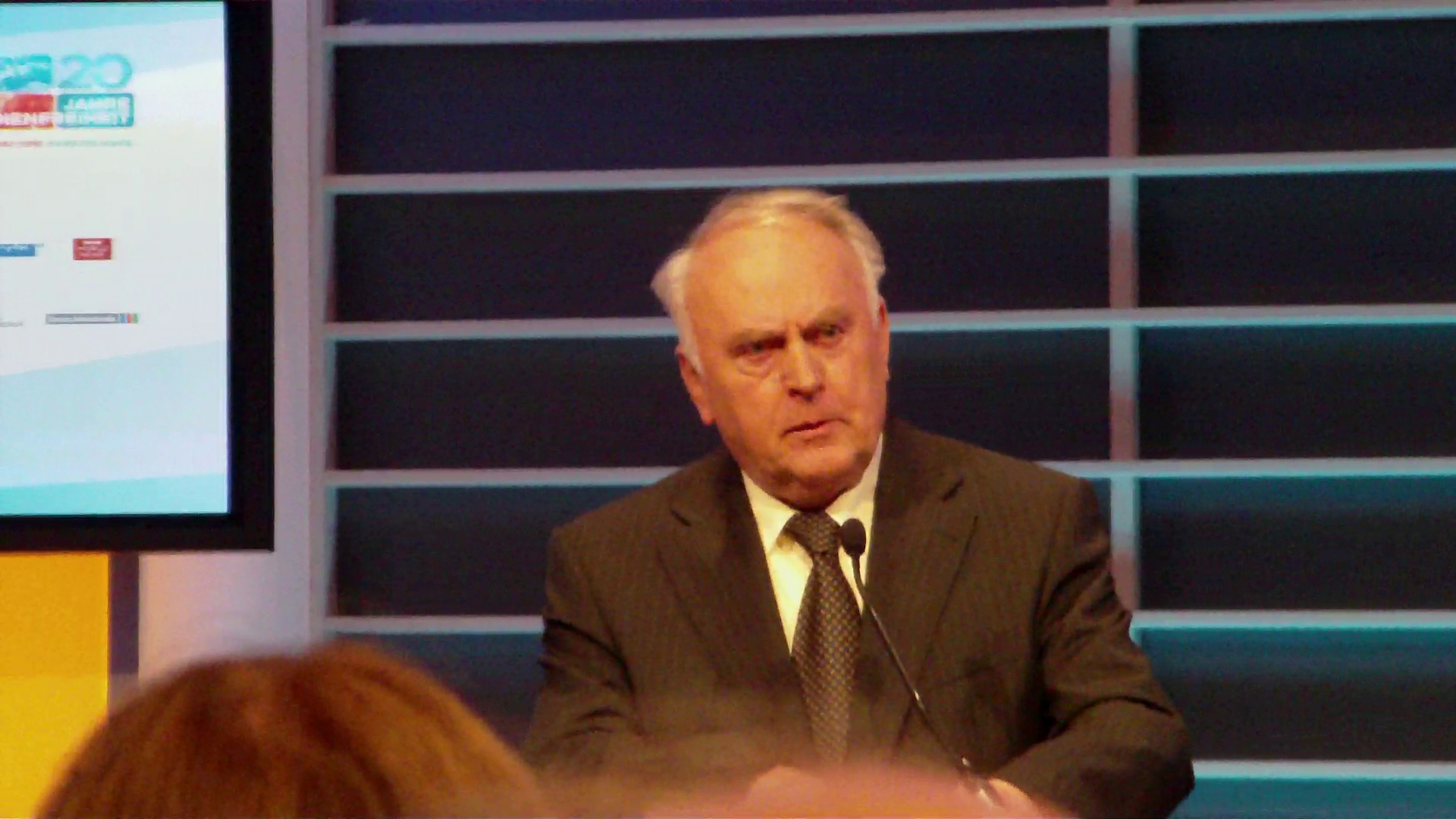
Wolfgang Böhmer (2010).

Wolfgang Böhmer, född 27 januari 1936 i Dürrhennersdorf nära Löbau, Sachsen, död 29 juni 2025, var en tysk läkare och kristdemokratisk politiker tillhörande CDU. Från 16 maj 2002 till 19 april 2011 var han förbundslandet Sachsen-Anhalts ministerpresident, och var därmed med knappt nio år förbundslandets hittills längst regerande ministerpresident. Böhmer var också ordförande i Tysklands förbundsråd 2002–2003.

## Biografi

### Uppväxt och medicinsk karriär
Wolfgang Böhmer föddes och växte upp i byn Dürrhennersdorf i sachsiska Oberlausitz, där hans föräldrar var jordbrukare. Han tog studenten från Geschwister-Scholl-Gymnasium i Löbau 1954 och studerade därefter vid Karl-Marx-universitetet i Leipzig, där han disputerade för en Dr. med.-grad 1959 med avhandlingen Über die Dauer ventrikulärer Extrasystolen.
Från 1960 arbetade han som läkare vid kvinnokliniken i Görlitz och blev 1966 specialist inom gynekologi och obstetrik. 1967 blev han förste överläkare vid kvinnokliniken. Mellan 1974 och 1991 var han chefsläkare vid Paul-Gerhardt-sjukhuset i Wittenberg. 1983 uppnådde han habilitationsgraden vid Martin-Luther-Universität Halle-Wittenberg med avhandlingen Die Entwicklung der individuellen und gesellschaftlichen Belastung durch die menschliche Reproduktion. Under denna period var han dessutom sysselsatt som författare och forskare inom Wittenbergs medicin- och socialväsendehistoria.

### Privatliv
Böhmers första hustru Barbara avled 2001. Han har en son i det första äktenskapet. 2005 gifte han om sig med operationssköterskan Brigitte Klein.

### Politisk karriär
Böhmer gick med i östtyska CDU i samband med Tysklands återförening 1990. Han valdes in för CDU i Sachsen-Anhalts lantdag 1990 och var från 1998 till 2002 dess vice talman samt från 2001 till 2002 gruppledare för CDU i lantdagen. Från 1998 till 2004 var han distriktsordförande för CDU i Sachsen-Anhalt.
1991 blev han Sachsen-Anhalts finansminister i Werner Münchs delstatsregering, och därefter 1993 arbetsmarknads- och socialminister i Cristoph Bergners regering, fram till valförlusten 1994.
Böhmer bildade efter lantdagsvalet 2002 en högerkoalition av CDU och FDP och valdes till Sachsen-Anhalts ministerpresident 16 maj 2002. I denna roll var han även ordförande för Tysklands förbundsråd och Tysklands förbundspresidents ställföreträdare från november 2002 till oktober 2003.

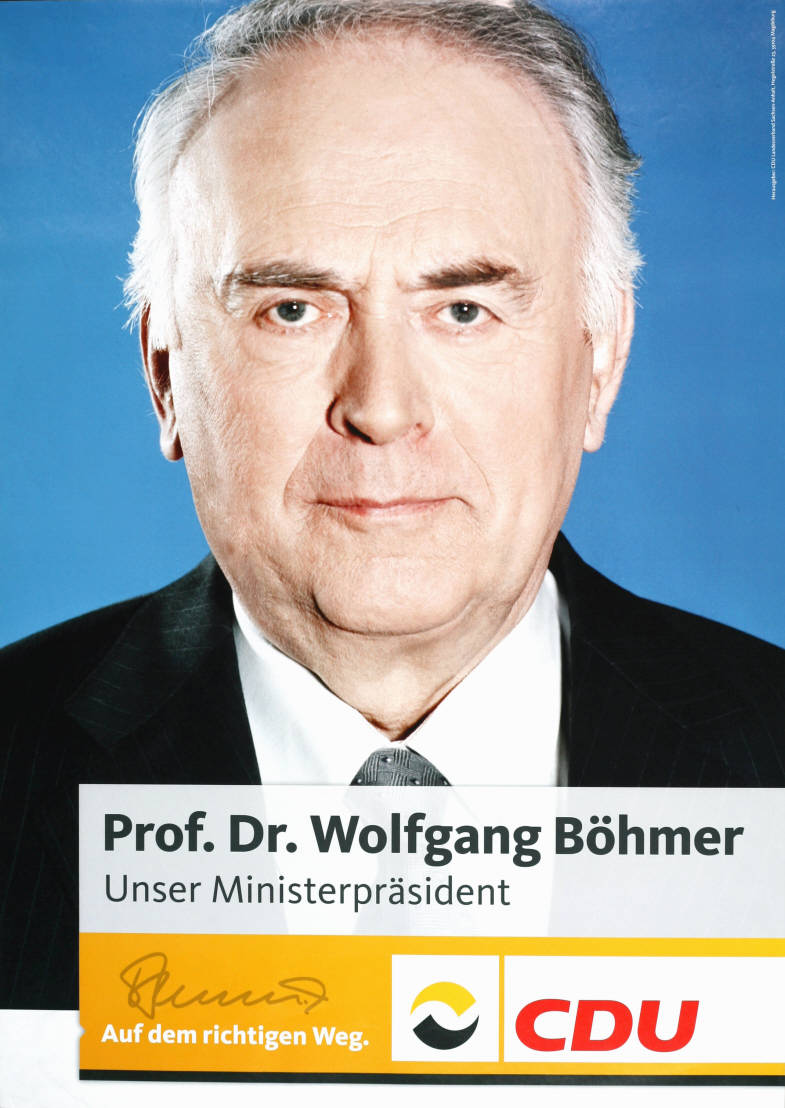
Böhmer på CDU-valaffisch till lantdagsvalet i Sachsen-Anhalt 2006.

Efter valet 2006, då regeringspartnern FDP gått tillbaka kraftigt, bildade CDU en blocköverskridande koalition med SPD, och den nya regeringen bekräftades genom lantdagens val av Böhmer till ministerpresident 24 april 2006. 
2008 kritiserades Böhmer av flera partier i lantdagen för ett uttalande om en serie barnamord i östra Tyskland i en intervju i tidskriften Focus i februari 2008. Han angav där den kvardröjande DDR-mentaliteten och att fri abort fram till och med tredje månaden införts i DDR 1972 som orsak till en "mer lättfärdig inställning till kommande liv". Böhmer bad senare om ursäkt för uttalandet inför lantdagen, och karakteriserade det som överdrivet generaliserande och orättvist, samt angav att ett felaktigt intryck uppstått då delstatsregeringskansliet felaktigt godkänt intervjun.
På grund av sin höga ålder valde Böhmer att inte kandidera till lantdagsvalet 2011, utan efterträddes som CDU:s toppkandidat av dåvarande näringslivsministern Reiner Haseloff, som efter valet och Böhmers avgång blev ny ministerpresident i Sachsen-Anhalt.